# اندیس کرومیت کارواندر ۲
کرومیت کارواندر ۲ یک اندیس فلزی است که در حوالی شهر کار و اندار استان سیستان و بلوچستان قرار دارد و مادهٔ معدنی موجود در آن، کرومیت است.سنگ میزبان این اندیس پریدوتیت تکتونیزه آلتره است و دیرینگی آن به دوران کرتاسه بالایی می‌رسد.